# Činpokomončáci
Činpokomončáci (v anglickém originále Chinpokomon) je jedenáctý díl třetí řady amerického komediálního animovaného televizního seriálu Městečko South Park. 

## Děj
Činpokomončáci jsou japonské hračky, které si děti v South Parku oblíbily. Později byly na trh uvedeny i činpokomončácké videohry, které začaly dětem vštěpovat japonskou propagandu, že je vláda Spojených států zlá. Dospělým lidem Činpokomončáci vadili, ale když se zeptali Japonců, co dělá propaganda v dětských videohrách a hračkách, Japonci obrátili jejich pozornost na americké penisy, které jsou dle nich delší než ty z Asie. Když se zmanipulované děti chystají k útoku proti vlastní vládě, rodiče jim ukážou, že si Činpokomončáky zamilovaly, čímž děti ztrací o hračky zájem. Děti nakonec nezahájí útok letadly a vše se vrací do normálu.